# Wallace L. Minto
Wallace L. Minto   (6 d'agost de 1921 - 3 de setembre de 1983) va ser un físic nuclear nord-americà. que va treballar en el Projecte Manhattan.

## Biografia

##### Educació
Minto sentia passió per la ciència des de molt jove. Per exemple, quan tenia 13 anys, ell i el seu pare, Wallace Milton Minto, van acumular més de 50 tones de mineral ric en urani a Sparta, Nova Jersey. També va ser el primer que va dividir l'àtom d'urani quan era adolescent. Gairebé va provocar una explosió nuclear a casa dels seus pares.
A l'edat de 16 anys, Wallace va sintetitzar el radi i va inventar el que avui es coneix com a scotchlite. Tenia drets d'autor sobre la taula periòdica que canviava el nom de tots els elements. Era estudiant a Columbia College quan només tenia 16 anys.

## Carrera
Va tenir un paper decisiu per convèncer Albert Einstein que escrivís una carta al president Franklin D. Roosevelt (datada el 2 d'agost de 1939) destacant la necessitat que els Estats Units ampliessin la seva experimentació amb l'energia atòmica, cosa que va conduir al Projecte Manhattan. En conseqüència, Minto va vendre el seu mineral ric en urani al govern dels Estats Units per utilitzar-lo al Projecte Manhattan.
El 26 de juny de 1944, Minto va ser reclutat per Andrew H. Dowdy, director del Departament de Manhattan de la Universitat de Rochester, per fer-se càrrec de la Divisió de Problemes Especials del Projecte Manhattan. Minto reportava directament al general Leslie Groves.

### Descobriments i invencions.
Minto va descobrir el mètode mitjançant el qual els peixos es comuniquen, al que es fa referència a l'edició de juliol de 1965 de Popular Mechanics. Minto també va descobrir la hidronica, una forma baixa de radiació. Minto va descobrir el mètode mitjançant el qual els peixos es comuniquen, al que es fa referència a l'edició de juliol de 1965 de Popular Mechanics. Minto també va descobrir la hidronica, una forma baixa de radiació. Va inventar el Jemeter, un refractòmetre electrònic, utilitzat per distingir pedres precioses. Va inventar un motor de cicle Rankine orgànic no contaminant, que va obtenir la llicència de Nissan Motor Company el 1972.
Un altre dels seus invents va ser la Roda Minto, com a regal a països del Tercer Món. El seu propòsit era reemplaçar la tasca mundana de bous i mules caminant en cercles per moldre blat de moro o blat i per al funcionament d'un sistema de reg de baixa tecnologia.

## Mort i llegat
Minto va morir el 3 de setembre de 1983 de mielofibrosi després d'una llarga batalla. La seva malaltia va ser el resultat directe del seu treball al Projecte Manhattan.